# Roque de la Playa
Roque de la Playa este o arie protejată (arie de protecție specială avifaunistică — SPA) din Spania întinsă pe o suprafață de 0,54 ha, integral pe uscat.

## Localizare
Centrul sitului Roque de la Playa este situat la coordonatele 28°26′23″N 16°29′13″W / 28.4398°N 16.487°V.

## Înființare
Situl Roque de la Playa a fost declarat arie de protecție specială avifaunistică în octombrie 2022 pentru a proteja 6 specii de animale.

## Biodiversitate
Situată în ecoregiunea , aria protejată nu include niciun habitat protejat.
La baza desemnării sitului se află mai multe specii protejate de  păsări (6): Bulweria bulwerii, Calonectris borealis, egretă mică (Egretta garzetta), șoim călător (Falco peregrinus), Puffinus lherminieri, turturică (Streptopelia turtur).